# عبد العزيز الفريحي
عبد العزيز الفريحي (14 أكتوبر 1973 -)، ممثل وكاتب سعودي. اشترك في الكثير من المسلسلات، متزوج من الإعلامية سماح شهوان.

## مسلسلات
- طاش 2 1994
- السراج
- خلك معي 1995 - 2002
- الوهم 1997
- أحلام ضائعة 1997
- شئوون عائلية 2000
- السحارة 2001
- نورة 2002
- المتقاعد 2002
- اجيالك يا وطني 2002
- دمعة عمر 2003
- خارطة ام راكان 2004
- إمراة لا تشبه القمر 2005
- خذ وخل 2006
- أوراق سجينة 2006
- عمشه في ديرة النسوان 2007
- الشبح 2008
- أحلام رابح 2009
- أبجد هوز 2009
- سكتم بكتم 2010 - 2012
- شباب البومب 2012
- شباب البومب 2 2013
- شباب البومب 3 2014
- حسب الظروف 2014
- شباب البومب 4 2015
- شباب البومب 5 2016
- 42 يوم 2016
- شباب البومب 6 2017
- شباب البومب 7 2018
- شباب البومب 8 2019
- سريع سريع 2019
- قلبت جد 2019
- الشك (2020).[3]
- إجازة (2020).[4]
- وش تبي بس 2021
- شباب البومب 9 (2021).
- شباب البومب 10 (2022).
- شباب البومب 11 (2023).[5]
- شباب البومب 12 (2024).[6]
- شباب البومب 13 (2025).[7]

## أفلام
- عناقيد: من جديد (2021).[2]
- شباب البومب (2024).[8]

## المسرحيات
- يلا بوليفارد (2022).[9]

## وصلات خارجية
- عبد العزيز الفريحي على موقع IMDb (الإنجليزية)
- عبد العزيز الفريحي على موقع قاعدة بيانات الأفلام العربية